# Kumari

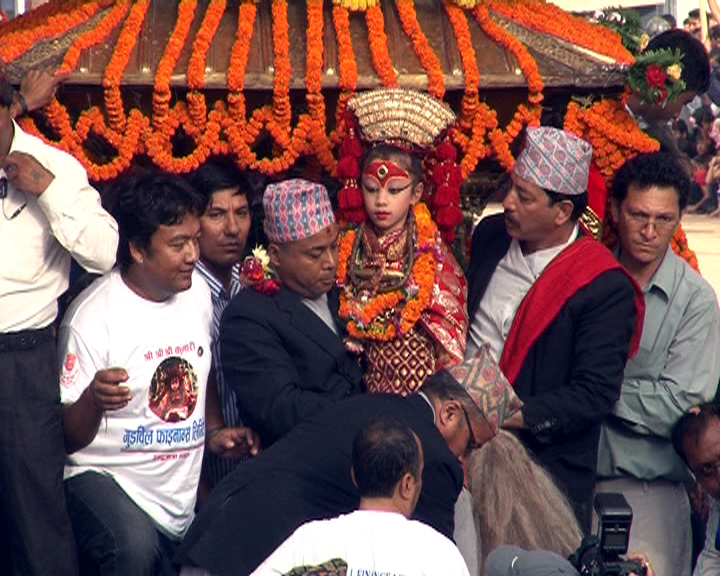
Kumari al Nepal

Kumari (sànscrit, कुमारी, kumārī, literalment: ‘nena’) és el terme amb el qual es designa una persona considerada un avatar o encarnació divina de la deessa hindú Taleju, una forma de Durga que al Nepal es troba des del segle XVI. La tradició de les kumari es remunta fins al segle XIV. Les kumari es veneren a tota la vall del Katmandú per hindús i budistes. Les kumari són considerades uns dels últims vestigis de la monarquia del Nepal abolida l'any 2008.

## Selecció i cessament
Les kumari són elegides entre les nenes preadolescents de la comunitat Newar i la família Shakya; sacerdots tant hinduistes com budistes comproven que la kumari seleccionada presenta diferents atributs físics i psicològics i, en alguns casos, com el de la Kumari reial de Katmandú, que el seu horòscop coincideixi amb el del cap d’estat. Així mateix, les kumari han de passar proves com, per exemple, passar cert temps en una sala amb caps de bestiar per tal de comprovar si tenen por o no. Un cop la kumari ha tingut el primer període menstrual deixa de ser considerada una deessa vivent i retorna a la vida normal que havia deixat per tal de convertir-se en kumari.

## Controversia
La figura de les kumari ha estat font de controversia en diferents ocasions; per exemple, l'any 2007 la kumari Sajani Shakya va ser relegada de la seva posició després d'haver viatjat als Estats Units per tal d'assistir a l'estrena de la pel·lícula Living Goddess, que narra la història de tres joves kumari; els motius varen ser que la visita hauria contaminat la seva puresa. Finalment les autoritats del temple van retractar-se de la seva decisió i van acordar dur a terme una cerimònia de purificació. Un altre motiu de controversia gira al voltant de la dificultat que tenen les antigues kumari per tal d'adaptar-se al retorn a la vida normal. Per exemple, fins fa uns anys les kumari no anaven a escola, un fet que actualment ha canviat gràcies a la defensa dels drets humans de les kumari que hjan dut a terme diferents associacions.